# Троянский конь
Это статья по античной мифологии. По вредоносным компьютерным программам см. Троянская программа
Троянский конь — в древнегреческой мифологии огромный деревянный конь, с постройкой которого связан один из финальных эпизодов Троянской войны.

## Содержание мифа
Между троянцами и данайцами началась война потому, что троянский царевич Парис украл красавицу Елену у Менелая. Её муж, царь Спарты, со своим братом собрал войско Ахеи и пошёл на Париса. Во времена войны с Троей ахейцы, после длительной и безуспешной осады, прибегли к хитрости: они соорудили огромного деревянного коня, оставили его у стен Трои, а сами сделали вид, что уплывают от берега Троады (изобретение этой уловки приписывают Одиссею, хитрейшему из вождей данайцев, а коня изготовил Эпей). Конь был приношением богине Афине Илионской. На боку коня было написано: «Этот дар приносят Афине Воительнице уходящие данайцы». Для постройки коня эллины срубили росшие в священной роще Аполлона кизиловые деревья (кранеи), жертвами умилостивили Аполлона и дали ему имя Карнея (ибо конь был сделан из клёна).
Жрец Лаокоонт, увидев этого коня и зная хитрости данайцев, воскликнул: «Что бы это ни было, я боюсь данайцев, даже дары приносящих!» (Quidquid id est, timeo Danaos et dona ferentes!) — и метнул копьё в коня. Однако в этот момент из моря выползли два огромных змея и убили Лаокоонта и двух его сыновей, поскольку сам бог Посейдон хотел гибели Трои. Троянцы, не слушая предостережений Лаокоонта и пророчицы Кассандры, втащили коня в город. Полустишие Вергилия «Бойтесь данайцев, даже дары приносящих», цитируемое часто на латыни («Timeo Danaos et dona ferentes»), вошло в поговорку. Отсюда же возник фразеологизм «троянский конь», употребляемый в значении: тайный, коварный замысел, замаскированный под подарок.
Внутри коня сидело 50 лучших воинов (согласно «Малой Илиаде», 3000). По данным Стесихора воинов было 100, по другим — 20, по данным Цецу — 23, либо лишь 9 воинов: Менелай, Одиссей, Диомед, Ферсандр, Сфенел, Акамант, Фоант, Махаон и Неоптолем. Имена всех перечислил поэт Сакад Аргосский. Афина дала героям амброзию.
Ночью греки, прятавшиеся внутри коня, вышли из него, перебили стражу, открыли городские ворота, впустили вернувшихся на кораблях товарищей и таким образом овладели Троей («Одиссея» Гомера, 8, 493 и сл.; «Энеида» Вергилия, 2, 15 и сл.).

## Интерпретации
По словам Полибия, «чуть не все варварские народы, во всяком случае большинство их, убивают и приносят в жертву лошадь или в самом начале войны, или же перед решительной битвой, чтобы в падении животного открыть знамение о ближайшем будущем».
По евгемеристической интерпретации, чтобы его втащить, троянцы разобрали часть стены, и эллины взяли город. По предположениям некоторых историков (встречающимся уже с Павсания), Троянский конь на самом деле являлся стенобитной машиной, служил для разрушения стен. По Дарету, просто на Скейских воротах была изваяна голова коня.
Существовали трагедия Иофонта «Разрушение Илиона», трагедия неизвестного автора «Отплытие», трагедии Ливия Андроника и Невия «Троянский конь», а также поэма Нерона «Крушение Трои».

## Значение
Метафорически «троянский конь» стал означать любой трюк или уловку, где мишень приглашает противника в надёжно защищённый бастион или место. Вредоносная компьютерная программа (в том числе вирус), которая обманом заставляет пользователей запускать её, также называется «троянским конём» или просто «трояном».

## Датировки
Троя пала за 17 дней до летнего солнцеворота, в восьмой день до конца фаргелиона. По Дионисию Аргивянину, это было 12 фаргелиона, в 18 год царствования Агамемнона и 1 год царствования Демофонта в Афинах. По автору «Малой Илиады», в полнолуние. По Эгию и Деркиолу, 28 день панэма, по Гелланику — 12 фаргелиона, по другим историографам Афин — 28 фаргелиона, в полнолуние, последний год царствования Менесфея, по другим — 28 скирофориона. Либо зимой. По Паросской хронике, Троя пала в 1209 г. до н. э.
С помощью живого коня Трою взял ещё раз Харидем ок. 359 г. до н. э..